# Puška
Puška je podskupina dolgocevnega ročnega strelnega orožja.
Puška je cevno ročno orožje, namenjeno izstreljevanju (krogel, nabojev) ali podobnih izstrelkov. Izstrelek je lahko trden, tekoč, plinast ali pa v obliki energije. Lahko se prosto giblje kot izstrelek, ki zapusti cev ali pa je vezan na orožje, kot na primer harpuna ali pa sonde pri električnem paralizatorju. Do izstrelitve pride zaradi sproščanja določene energije, ki pa je odvisna od zasnove oziroma dizajna orožja. Najpogosteje le- ta nastane zaradi povišanega tlaka plina, ki nastane ob hitrem zgorevanju pogonskega goriva (običajno smodnika) v tulcu ali pa mehansko, s potiskanjem posebnega bata v orožju. Ekspanzija plina pospešuje gibanje izstrelka po celotni dolžini cevi, dokler je le-ta ne zapusti in pridobi dovolj hitrosti za lastno pot izven cevi. Obstaja tudi druga možnost, kjer izstrelek pridobi hitrost s pomočjo elektromagnetnega polja. V tem primeru se po navadi ne uporabljajo cevi, ampak posebna vodila.
Prve naprave, ki bi jih lahko opredelili za puške, so se pojavile na Kitajskem okoli  leta 1000. V 12. stoletju se je ta tehnologija razširila v preostali del Azije, v 13. stoletju pa tudi v Evropo.
Sestavni deli puške : cev, kopito, zaklep, okvir, muha (sprednji merek), kobilica (zadnji merek), sprožilec, varovalo, nabojnik,   ... seveda pa je lahko na puški odvisno od tipa še marsikaj : bajonet, podložka za rame, daljnogled,  ...

## Princip delovanja
Pri veliki večini pušk  se za potiskanje izstrelka skozi cev uporablja stisnjen plin. Pri strelnem orožju gre po navadi za zgorevanje smodnika. Gre za podoben princip, kot pri motorjih z notranjim zgorevanjem. Razlika je edino v tem, da krogla zapusti cev, medtem ko delovni bat pri motorju prenese svoje gibanje na druge dele motorja in se vrne v svoj začetni položaj znotraj valja. Podobno kot pri motorju z notranjim zgorevanjem, se gorenje razširi z deflagracijo in ne z detonacijo. Tako je optimalen smodnik, podobno kot  optimalno pogonsko gorivo, odporen na detonacijo.  Pri detonaciji se namreč velik del energije spremeni v udarni val, ki lahko povzroči precej škode na okoliškem materialu, namesto v toplotno energijo, ki pomaga poganjati izstrelek po cevi. Udarni val pri tako visoki temperaturi in tlaku je veliko hitrejši od kateregakoli izstrelka in bi zapustil cev kot zvok, ne bi pa prispeval k hitrosti izstrelka.

## Komponente

### Cev
Po navadi so ji dodane serije spiralnih žlebov, ki povzročijo rotacijo izstrelka, ki s tem pridobi stabilnost. V primeru, da je izstrelek stabiliziran na kakšen drug način, so cevi gladke.

### Izstrelek
Izstrelek je lahko enostaven, iz enega kosa – kot na primer metek. Lahko je votel in napolnjen z ekspozivnim sredstvom ali pa še bolj kompleksen, kot na primer “sub-caliber”. Potisno sredstvo je lahko zrak, trden ali pa tekoči eksploziv. Pri nekaterih različicah, kot je Gyrojet, sta izstrelek in potisno sredstvo združena v eno.

## Zgodovina
Prve naprave, ki bi jih lahko opredelili kot puške, so se pojavile na Kitajskem, okoli leta 1000 po našem šteju. Šlo je za bambusove cevi, s katerimi so s pomočjo smodnika izstreljevali kopja. Kitajci so namreč izumili smodnik že v 9. stoletju.
Zgodnje vrste strelnega orožja so bile preproste črne cevi, napolnjene z gorljivim prahom, ki so jih pritrdili na zadnji del kopij. Let kopja je bil tako spremljan še z ognjem. Najzgodnejšo upodobitev strelnega orožja najdemo na kitajski ilustraciji iz sredine 10. stoletja. 
Sčasoma se je povečala uporaba solitra v pogonskem sredstvu, da bi povečali njegovo eksplozivno moč. Obenem so zaradi tej  povečani moči, pri izdelavi cevi nadomestili papir in bambus s kovinami. Ravno tako so izstrelke bolj prilagodili cevem in tako bolje izkoriščali eksplozivno moč pogonskega sredstva.
Tako smo prišli do treh osnovnih delov vsake puške – kovinske cevi, smodnika ter izstrelka, ki se kar najboje prilega cevi in tako maksimalno izkorišča potisk plinov. 
Ena od teorij o tem, kako je smodnik prišel v Evropo, predvideva Svileno pot skozi Srednji Vzhod, spet druga pa razlaga, da so ga v Evropo prinesli Mongoli, ob njihovi invaziji Evrope v 13. stoletju
Konec 14. stoletja, so se v Evropi začeli pojavljati majhni ročni kanoni, ki so bili v bistvu prvi primeri osebnega strelnega orožja. V poznem 15. stoletju, so v Otomanskem imperiju strelno orožje uporabljali že kot reden sestavni del njihove pehotne oborožitve. 
Prvo napadalno puško so ravno tako prvi začeli uporabljati Nemci in sicer v drugi svetovni vojni. Njihova StG44 je bila nekakšna mešanica “long-range”, avtomatske ter puške kratkega dometa. Od sredine dvajsetega stoletja imamo tudi puške, ki namesto projektilov, streljajo energetske žarke pa tudi take, ki za pogonsko sredstvo ne uporabljajo več smodnika.

## Delitev pušk
- Enostrelne puške sprednjače
- Večstrelne puške sprednjače
- Enostrelne puške zadnjače
- Večcevne puške zadnjače
- Dvocevke
- Repetirke
- Polavtomatske puške
- Jurišne puške
- Bojne puške
- Bojna šibrenica
- Protitankovska puška
- Podvodna puška
- Ostrostrelne puške